# Kate Bush
Kate Bush (született Catherine Bush) (Bexleyheath, Kent, Anglia, 1958. július 30. –) angol énekesnő, zenész, dalszövegíró és lemezproducer. Eklektikus zenei világa, egyéni dalszövegei révén az elmúlt három évtized egyik legsikeresebb és legjelentősebb brit női előadójának számít.
Tizenhat évesen szerződtette az EMI a Pink Floyd egyik tagja, David Gilmour javaslatára. Mindjárt bemutatkozó kislemeze, a Wuthering Heights ismertté tette a nevét, hiszen a dal négy hétig vezette az angol slágerlistát 1978-ban. Ez volt az első alkalom, hogy egy énekesnő saját maga által írt dallal a brit slágerlista élére került. 1979-ben került sor Bush első és egyetlen turnéjára. A Never for Ever című 1980-as albumával Kate újabb rekordot döntött meg: ő volt az első brit énekesnő, aki a nagylemezlista csúcsáig jutott. Az énekesnő albumai közül egyébként 3 érte el ezt a pozíciót, a kislemezek listáján pedig olyan dalokkal került be a legjobb 10 közé, mint a Running Up That Hill, a King of the Mountain, a Babooshka, a The Man with the Child in His Eyes vagy a Don’t Give Up, amely egy duett Peter Gabriellel. 2002-ben Ivor Novello-díjban részesült szövegírói munkássága elismeréseként. 12 év szünet után, 2005-ben Aerial címmel készített újabb nagylemezt. A korong Angliában sikernek bizonyult, Busht jelölték a legjobb albumnak és a legjobb szólóénekesnőnek járó brit könnyűzenei díjra. Pályafutása során három alkalommal Grammy-díjra is jelölték.

## Pályafutása

### A kezdetek
Édesapja Robert Bush, angol orvos. Édesanyja, Hannah ír származású. Két bátyja van, John és Paddy. A család East Wickhamben (Kent és London közelében) élt. Az édesapa kitűnően zongorázott, az édesanya ír néptáncos volt: ilyen háttér mellett a gyerekek is hamar érdeklődést mutattak a művészetek iránt. Paddy hangszerkészítő, John költő és fényképész lett, továbbá mindketten oszlopos tagjai voltak a helyi népzenei körnek. Kate sem lógott ki a muzikális családból: 11 évesen már tudott zongorázni, és hamarosan a komponálással is megpróbálkozott. Szerzeményeihez saját maga írt szöveget. Az iskolában azt javasolták neki, hogy tanuljon meg hegedülni, ám a fiatal lány kedvence a zongora maradt.
Az 1970-es évek közepén Kate Bush felvételt nyert a londoni St. Joseph's Convent Grammar Schoolba. A Bush család egyik barátja, Ricky Hopper ismerte a sikeres zenekar, a Pink Floyd egyik tagját, David Gilmourt. Hopper egy demót juttatott el Gilmourhoz: a szalag Kate néhány dalát tartalmazta. Gilmournak nagyon tetszett az anyag, és segített Kate-nek abban, hogy jobb minőségű demót tudjon készíteni, mely a piacorientált lemeztársaságok érdeklődését is felkelthetné. Az újabb demo elkészítéséhez Gilmour barátja, Andrew Powell nyújtott segítséget, aki később Bush első két albumának producere lett. Gilmour ajánlására az EMI szerződtette a tehetséges lánykát, aki akkor mindössze 16 éves volt. A szerződés első két esztendeje azonban eseménytelenül telt, az EMI nem sietett azzal, hogy lemezfelvételi lehetőséget adjon sztárjelöltjének. Bush közben abbahagyta az iskolát. Az EMI jelentős előleget folyósított számára, amiből Kate beiratkozott a híres táncművész, Lindsay Kemp tanfolyamára. 2005-ben, egy interjúban azt mondta, hogy szerinte az EMI a korai szerződtetésével mindenekelőtt azt szerette volna megakadályozni, hogy másik lemezcéggel állapodjon meg.
Mindazonáltal Bush ebben a két évben sem tétlenkedett. Mintegy 200 dalhoz írt szöveget és készített demókat. Ezek egy része később kalózkiadványokon, Phoenix Recordings összefoglaló címmel vált ismertté. 1977 márciusa és augusztusa között a KT Bush Band nevű formáció énekesnőjeként lépett fel London környéki szórakozóhelyeken, például a Lewishamben található Rose of Lee-ben (új neve: Dirty South). Az együttes többi tagja: Del Palmer (basszusgitár), Brian Bath (gitár), Vic King (dobok). Bush 1977 augusztusában látott hozzá bemutatkozó albumának elkészítéséhez. Két dal a nagylemez anyagából már korábban, 1975 nyarán elkészült.

### 1978–1979
Az LP The Kick Inside címmel 1978-ban jelent meg. Az énekesnő ekkor még nem volt 20 éves. Az albumon 13 éves korából származó dalok is találhatók. A The Saxophone Song és a The Man with the Child in His Eyes szerepeltek már a Gilmourral készített demón is. Ugyancsak korábbi szerzemény az első kislemez, a Wuthering Heights című dal, amely nagy sikernek bizonyult, Angliában és a távoli Ausztráliában egyaránt listavezető lett. Kate Bush az első énekesnő, akinek saját szerzeménnyel sikerült a brit sikerlista élére kerülnie. Az EMI eredetileg a James and the Cold Gun című dalt szerette volna első kislemezként megjelentetni, az énekesnő viszont ragaszkodott a Wuthering Heightshoz. Ezzel a kitartásával már pályakezdőként ízelítőt adott eltökéltségéből arra vonatkozóan, hogy bele kíván szólni a munkáját érintő döntésekbe.
Az énekesnő dalainak jelentős részén érződik az irodalom és a filmművészet hatása, ami mindjárt első kislemeze, a Wuthering Heights esetében kimutatható. A cím Emily Brontë Üvöltő szelek (angolul: Wuthering Heights) című regényére utal, bár a dal ihletője nem a könyv volt, hanem egy abból készült tévéfilm; a regényt csak később olvasta el. G. I. Gurdjieff személyére utal a Them Heavy People című felvétel, míg a címadó The Kick Inside Lizie Wan történetét mondja el, aki öngyilkos lett, miután teherbe esett a bátyjától. A szexualitás témáját érintik a Feel It és a L'Amour Looks Something Like You című szerzemények is. Az LP második kislemeze, a The Man with the Child in His Eyes szintén kedvező fogadtatásban részesült. 1978. december 9-én az NBC Saturday Night Live című műsorában – az Amerikai Egyesült Államokban – Bush élőben adta elő a dalt a Them Heavy People-lel együtt. (A tengerentúlon azonban a kislemez csak a 85. helyig jutott.) 1979-ben Bush Ivor Novello-díjat kapott a The Man with the Child in His Eyes szövegéért.
Noha az énekesnő továbbra is fellépett a KT Bush Banddel, az albumot vendégzenészekkel készítette, akik közül néhánnyal később is dolgozott még. Így például fivére, Paddy Bush játszott harmonikán és mandolinon, a későbbi lemezeken pedig olyan egzotikus hangszereket szólaltatott meg, mint a balalajka és a didgeridoo. Stuart Elliott ült a dobok mellett, a további albumokon pedig egyéb ütős hangszereken is játszott. Charlie Morgan ugyancsak dobolt a debütáló nagylemezen, melynek felvételén egyébként Preston Heyman is részt vett, aki főleg Kate 1979-es turnéján jutott fontos szerephez.
Az EMI a nagylemezt egy poszterrel népszerűsítette, melyen az énekesnő egy olyan szűk, rózsaszín topban látható, ami kihangsúlyozza a melleit. Egy 1982-es interjúban, melyet a New Musical Expressnek adott, az énekesnő bírálta a cég marketingpolitikáját, mondván, hogy szerzői-előadói érdemei helyett inkább női mivoltát hangsúlyozták, neki pedig be kellett bizonyítania, hogy ő nem csak egy női test, hanem egy művész női testben. 1978-ban az EMI arra is rávette az énekesnőt, hogy lovagolják meg a The Kick Inside népszerűségét, és gyorsan készítsenek még egy nagylemezt. Ez lett a Lionheart, mellyel kapcsolatban Bush később többször hangot adott elégedetlenségének. Az albumot Franciaországban, Nizzában vették fel, meglehetősen rövid idő alatt. (A Lionheart az énekesnő egyetlen, külföldön készült lemeze.) Az LP dalai közül különösen a Wow volt sikeres, maga a nagylemez azonban nem részesült a The Kick Inside-hoz hasonló fogadtatásban.
Az album címe az egyik dal címéből (Oh England, My Lionheart) származik. A felvétel egy pilótáról szól, akinek lelőtték a gépét, és miközben a halálba zuhan, utoljára látja maga előtt szülőföldjét. Kate később többször kritizálta ezt a dalt, ám rajongóinak épp ez lett az egyik kedvence. Az irodalmi utalások ezúttal olyan dalokban fedezhetők fel, mint az In Search of Peter Pan és a Coffee Homeground. Nem hiányoznak a filmes utalások sem: a Hammer Horror utalás a gótikus horrorjairól ismert Hammer filmstúdióra, a Wow pedig egy népszerű bűnügyi tévésorozatra, a The Sweeney-re. A Lionhearton működik közre először a KT Bush Band egyik tagja, Del Palmer, aki Kate állandó zenésztársa lett a későbbi albumokon, sőt egy ideig a magánéletben is a párja volt.
Busht bosszantotta, hogy hagyta magát belerángatni a Lionheart idő előtti elkészítésébe. Hasonló problémák elkerülésére saját lemezcéget alapított Kate Bush Music néven, illetve egy reklámcéget, a Noverciát. A vállalatok kulcspozícióiban saját maga, illetve családtagjai voltak. Az EMI a Lionheart megjelenése után ragaszkodott ahhoz, hogy az énekesnő egy nagyszabású turnéval népszerűsítse a kiadványt. A The Tour of Life névre keresztelt koncertsorozat Bush pályafutásának egyetlen turnéja volt: 1979 április 3-án kezdődött, és május 13-áig tartott. Ha már beleegyezett a turnéba, Kate ragaszkodott ahhoz, hogy beleszólása legyen a legfontosabb kérdésekbe, mint például a koreográfia, a díszlet és a háttérstáb. A The Tour of Lifehoz mellesleg egy újítás is kapcsolódik: ő volt az első énekes, aki drót nélküli, fejre erősített mikrofont használt egy koncerten. Az eszköz lehetővé tette, hogy látványos táncprodukciót is be tudjon mutatni a show folyamán.
Bush mindazonáltal nem kedvelte a nyilvánosságot, és kerülte a hírességek körül szokásos felhajtást. A munkájára kívánta helyezni a hangsúlyt, és nem médiasztár akart lenni. A sajtóval való találkozást csak albumai megjelenésekor tartotta fontosnak. Mivel egyes lemezei között olykor hosszú évek teltek el csendben, a hallgatás olyan visszatérő pletykákra adott alkalmat, hogy problémák támadtak az egészségével, sőt a külsejével is.

### 1980–1982
1980 szeptemberében került az üzletekbe a harmadik album, a Never for Ever, amelynek társproducere Jon Kelly volt. (Kelly volt a producere az 1979-ben megjelent On Stage című EP-nek is.) Amíg az első két nagylemez hangzásvilága egységes volt, addig a Never for Ever már többféle zenei stílust képvisel, melynek két véglete a The Violin és az Army Dreamers. Az új album elsősorban szintetizátorokra és dobgépekre épült. A hangzás ilyetén megváltoztatása nem volt rossz ötlet: az LP a brit nagylemezlistán a csúcsig jutott, és ekkora sikert az első két nagylemez sem ért el. (Mellesleg Kate volt az első női előadó Angliában, akinek sikerült az albumlista élére kerülnie.) Az album nagy slágere a Babooshka című dal volt, amely a kislemezek listáján az 5. helyig jutott.
Mondani sem kell, hogy az irodalmi és filmes utalások most sem maradtak el. A The Infant Kiss ihletője Az ártatlanok című 1961-es film volt, melyben Deborah Kerr és Michael Redgrave játszották a főszerepeket. (Maga a film egy Henry James-regény nyomán készült.) A The Wedding List ötlete François Truffaut A menyasszony feketében volt című 1967-es alkotásából származik. Itt érdemes megemlíteni, hogy a Never for Ever az énekesnő egyetlen olyan albuma, ahol a címnek semmi köze sincs egyik dalhoz sem. Két hónappal az LP megjelenése után Kate a December Will Be Magic Again című karácsonyi dallal került fel a slágerlistákra, ám a felvétel önálló kislemez, nem szerepel a Never for Ever anyagában. Pontosan két évvel a Never for Ever megjelenése után, 1982 szeptemberében jelent meg Bush negyedik albuma, a The Dreaming. Ez az első nagylemeze, melynek ő volt egyedül a producere. Ennek köszönhetően tág teret engedett a zenei kísérletezésnek: a dalok ismét több zenei stílust képviseltek.
A The Dreaming Angliában eleinte kedvezőtlen kritikákat kapott, a kritikusok úgy vélték, a producer Bush túl tág teret engedett az énekesnő Bushnak. Az Egyesült Államokban viszont pozitív volt a szakmai fogadtatás, számos kritikus mesterműként méltatta a korongot. Ugyanakkor bár a nagylemez felkerült a tengerentúli albumlistára, végül nem ért el igazán szép helyezést. A kritikusabb angoloknál azonban az LP a 3. helyezést érte el, vagyis kereskedelmileg kifejezetten sikeres volt, miközben a róla kimásolt kislemezek nem szerepeltek túl jól a kislemezek listáján. A Sat In Your Lap volt az első kislemez, amely még az album megjelenése előtt a boltokba került. 11. helyezése jónak mondható, főleg ha arra gondolunk, hogy a következő kislemez, a The Dreaming (az LP címadó dala) csak a 48. helyig jutott, a There Goes A Tenner pedig fel sem került a listára, annak ellenére, hogy az EMI és Bush kiemelten népszerűsítette.
Kate húszas évei elején járt, mikor a The Dreaminget készítette. Az album dalaihoz ezúttal nemcsak magánéletéből, élményeiből merített, hanem szélesebb körből választotta témáit. A There Goes A Tenner régi bűnügyi filmek hatására született, a Pull Out The Pinhez egy vietnámi háborúról szóló dokumentumfilm adott ötletet, a címadó The Dreaming pedig az ausztrál őslakosok nehéz helyzetére hívja fel a figyelmet. A Houdini a híres mágus, Harry Houdini haláláról szól, a Get Out of My House ihletője Stanley Kubrick Ragyogás című 1980-as filmje volt, amely Stephen King bestsellerje alapján készült. Az album két dala valójában önvallomás: a Sat In Your Lap az önbizalomról és annak hiányáról szól, a Leave It Open pedig a személyiség sötétebb oldaláról, amely többnyire túlságosan háttérbe szorul.

### 1983–1987
A The Dreaming elkészítéséhez Kate-nek stúdiót kellett bérelnie, magas bérleti díjért. Célszerűnek tűnt, hogy inkább otthona közelében építtessen egy magánstúdiót, ahol saját munkatempója szerint, megkötöttségek nélkül tud dolgozni. 1985 augusztusában a New Musical Express cikket jelentetett meg az akkor már közel három éve hallgató énekesnőről Where Are They Now? című sorozatában. Két nappal később a The Wogan Show című műsorban került sor Kate új kislemeze, a Running Up That Hill bemutatójára. A dal az énekesnő újabb arcát mutatta meg a közönségnek, akárcsak a Hounds of Love című album, amely épp olyan sokszínű lett, mint az előző két nagylemez. Az LP felkerült a brit albumlista élére, nem kisebb sztárt szorítva le az első helyről, mint Madonnát a Like a Virgin című nagylemezével. A Hounds of Love album „A” oldala szintén a Hounds of Love címet viseli, és a rajta hallható 5 dal a populárisabb hangzást képviseli, természetesen minőségi engedmények nélkül. Az ötből négy dal (Running Up That Hill; Hounds of Love; The Big Sky; Cloudbusting) kislemezen is megjelent. A Running Up That Hillnek köszönhetően az énekesnőnek a tengerentúlon is lelkes, bár szűk rajongótábora lett. Az album „B” oldala a The Ninth Wave címet kapta, amely Tennyson egyik versére utal. Az itt hallható 7 dal egy olyan nő történetét mondja el, aki magára maradt a tengeren, és a vízbefúlás réme fenyegeti.
A nagylemezt 1986-ban négy kategóriában (legjobb énekesnő, legjobb album, legjobb kislemez, legjobb producer) jelölték a brit könnyűzenei díjra, ám egyikben sem győzött. Ennek ellenére sokan úgy gondolják[pontosabban?], a Hounds of Love Kate pályafutásának csúcspontja. Ugyanebben az évben Bush egy duettel került fel a slágerlistára: a Don’t Give Up Peter Gabriel aktuális nagylemezére készült. A duett sikerét az EMI is igyekezett meglovagolni: kiadták Kate válogatáslemezét The Whole Story címmel. A lemez számára az énekesnő új vokált énekelt a Wuthering Heightshoz, illetve egy vadonatúj felvételt is készített Experiment IV címmel. 1987-ben e válogatáslemezzel nyerte el a legjobb angol szólóénekesnőnek járó brit könnyűzenei díjat.

### 1988–1994
Személyes hangvétel jellemzi az 1989-ben kiadott The Sensual World című albumot is. A ki nem mondott és viszonzatlan szerelemről szól a Love and Anger és a Never Be Mine. A modern párkapcsolatok problémái jelentik a témáját a Between A Man and A Woman című dalnak, míg a The Fog a szülői otthon nyújtotta kényelem és az önbizalomhiány összefüggéseit érinti. Az énekesnő morbid humora érvényesül a Head’s We’re Dancing című felvételben: a dal egy olyan nőről szól, aki áttáncolja az éjszakát egy elbűvölő ismeretlennel, és csak reggel tudja meg, hogy az illető Adolf Hitler volt. A címadó The Sensual Worldöt James Joyce Ulysses című regénye ihlette. Miután Joyce örökösei megtagadták a Kate által kiszemelt eredeti regényszöveg felhasználását, az énekesnő új szöveget írt a dalhoz, amely egyébként Joyce mellett William Blake And did those feet in ancient time című versére is utal. 3 dalban (Deeper Understanding; Never Be Mine; Rocket’s Tail) a Trio Bulgarka nevű bolgár együttes énekelt háttérvokált.
A The Sensual World lett Kate Bush legnagyobb példányszámban eladott albuma az Egyesült Államokban. Angliában az LP a slágerlista 2. helyéig jutott. A nagylemezen helyet kapott a This Woman’s Work átdolgozott változata is. A dal eredetileg a Segítség, apa lettem! (1988) című filmhez készült. (A film Magyarországon Drágám, terhes vagyok címmel is ismert.) A felvételt később máshol is felhasználták, így például 2005. november 27-én a Walk Away and I Stumble című angol tévédrámában hangzott el. Ennek köszönhetően abban az esztendőben a This Woman’s Work a 8. legnépszerűbb letöltött dal lett a UK Download Chart szerint. A gyerekek elleni erőszak megelőzésével foglalkozó tévéműsor számára éppúgy felhasználták Bush szerzeményét, mint a Miami helyszínelők című sikeres amerikai tévésorozat 2007–2008-as szezonjának nyitóepizódjához, illetve az Extras című brit komédiasorozat 2007-es karácsonyi különműsorához.
1991-ben Kate feldolgozta Elton John Rocket Man című dalát. A reggae motívumokat tartalmazó feldolgozás a brit Gallup slágerlistáján 12. helyezést ért el, az amerikai Billboard Hot Modern Rock Tracks listán pedig 11. lett. A CD bónuszfelvétele egy másik Elton John-dal, a Candle in the Wind feldolgozása volt. A rajongók 1993 novemberében vehették kezükbe az énekesnő újabb albumát, amely a The Red Shoes címet kapta. A cím Michael Powell és a magyar származású Emeric Pressburger közös alkotásának (A vörös cipellők, angolul: The Red Shoes) címéből származik, amely egy Andersen-mesén alapul. A nagylemez világszerte több mint hárommillió példányban fogyott el. Az eredeti elképzelés az volt, hogy a dalokat az élő hangzáshoz hozzák közel, vagyis kevesebb stúdiótrükköt alkalmaznak, melyeket egy élő fellépés alkalmával egyébként is nehéz reprodukálni. A rajongók egy része nem fogadta lelkesen ezt a változtatást, mások viszont érdekesnek találták az újabb dalokat, melyek szövege már-már egy napló bensőséges hangulatát árasztja.
Magánéleti szempontból ez az időszak igen nehéz volt Kate számára. Előbb régi barátját, Alan Murphy gitárost vesztette el, majd édesanyját, Hannah-t. Fájdalmát a Moments of Pleasure című dalban énekelte meg, mely emléket állít a szintén elhunyt Michael Powellnek is, akivel további együttműködést tervezett. Ugyanerre az időszakra esett szakítása Del Palmerrel, bár a munkakapcsolatuk megmaradt. A The Red Shoes albumon egyébként számos nagynevű művész vállalt közreműködést. Michael Kamen zeneszerző és karmester a Moments of Pleasure elkészítéséhez nyújtott segítséget, Lenny Henry komikus a Why Should I Love You? vokáljában segédkezett, amelyben maga Prince is közreműködött. Az And So Is Love gitárszólamait Eric Clapton, Trevor Whittaker, Jeff Beck és a Procul Harum egykori tagja, Gary Brooker játszották.
1993-ban Kate tehetsége újabb oldalát is megcsillogtathatta: ő volt az írója és a rendezője a The Line, the Cross & the Curve című filmnek, melyben a főszerepet is eljátszotta Miranda Richardson partnereként. A filmhez az aktuális album 6 dalát használták fel: Rubberband Girl; And So Is Love; The Red Shoes; Moments of Pleasure; Eat the Music; Lily. Az 1978-as Wuthering Heights óta először fordult elő, hogy az egyik dalhoz (Rubberband Girl) az énekesnő két különböző videóklipet készített: az egyiket az európai, a másikat az amerikai közönség számára. Az európai klip tulajdonképpen a The Line, the Cross & the Curve egyik részlete volt. Az amerikai videóban Kate nagy napszemüvegben és bőrdzsekiben látható, amint szél fújja dús haját. Ehhez a kliphez szintén felhasználták a The Line, the Cross & the Curve egyes részleteit.

### 1995-től napjainkig
A The Red Shoes megjelenése után Kate Bush hosszú évekre eltűnt a nyilvánosság elől, és ezalatt természetesen különféle híresztelések jelentek meg róla. Ezek közé tartoztak az új albumról szóló híradások is. A hallgatás időszakát Kate valójában a családjának szentelte. 1998-ban született Albert (Bertie) nevű fia. A gyerek édesapja Bush gitárosa és jelenlegi férje, Danny McIntosh. Más hírességekkel ellentétben az énekesnő nem haknizta végig a bébivel a médiát, sőt, a nyilvánosság csak két évvel később értesült az eseményről. A család évekig London délkeleti részén élt egy tágas viktoriánus házban, jelenleg azonban két otthonuk is van: egy 2 és fél milliót érő ház Salcombe-ban és egy udvarház Sulhamsteadben.
Kate Bush nyolcadik stúdióalbuma, az Aerial 2005. november 7-én jelent meg Angliában dupla CD-n és bakeliten. Egy nappal később az amerikai rajongók is megvehették a lemezt. A sajtó képviselői hónapokkal a megjelenés előtt meghallgathatták a kész anyagot, amelyről így a kibocsátás előtt számos híradás megjelenhetett. Az album első kislemeze a King of the Mountain volt, amely egyrészt Elvis Presley személyére utalt, másrészt Orson Welles híres filmjére, az Aranypolgárra (1940). A dalt 2005. szeptember 21-én mutatta be a BBC Radio 2, és még abban a hónapban hivatalos formában is letölthetővé vált a felvétel. Az Aerial kritikai visszhangja igen kedvező volt, számos méltatás jelent meg róla, melyekben kiemelték, hogy az album bravúrosan elegyíti a népzene, a reneszánsz muzsika, az európai klasszikus zene, a reggae és a szamba motívumait egy izgalmas popzenei hangzással.
Mint korábban a Hounds of Love, az Aerial anyaga is két külön egységre tagolódik. Az első korong címe: A Sea of Honey. Ez olyan dalokat tartalmaz, mint a King of the Mountain, az énekesnő fiának írt reneszánsz ódája, a Bertie, vagy a Jeanne d’Arc élettörténetének ihletésére született Joanni. A π című dalban Bush a Ludolf-féle szám számjegyeit a 137. tizedesjegyig énekli, ám ismeretlen okból kihagyja a 79. és a 100. tizedesjegy közöttieket. A brit kritikusok az énekesnő egyik legszebb dalaként méltatták a Coral Room című felvételt, amelynek megszületése egy szomorú eseményhez, édesanyja halálához kapcsolódik. A második korong címe A Sky of Honey. A szerzeményeket madárdal kapcsolja össze. Az egyik felvételen Rolf Harris didzseridu-játéka hallható (ő a The Dreaming című 1982-es kislemezen ugyanezt a hangszert szólaltatta meg), aki a The Painter’s Link című dalban énekesként működik közre. A további vendégművészek között szerepel Peter Erskine, Eberhard Weber, Lol Creme, Gary Brooker, Michael Kamen és a London Metropolitan Orchestra. Megjelentek olyan hírek, hogy a vendégszereplő művészek soron következő saját albumain Kate is szerepelni fog. Noha a nagylemez nem kapott igazán nagy reklámot, mégis jól fogyott, továbbá 2 jelölést hozott Bush számára 2006-ban a „brit Grammynek” tartott BRIT Awards könnyűzenei díjra (a legjobb brit szólóénekesnő, a legjobb brit album).
Az énekesnő 2005 végén úgy nyilatkozott a Weekend Australian nevű lapnak, hogy nem az Aerial az utolsó albuma, folytatni szeretné még a pályát, és ezt az ígéretét igyekezett is tartani. 2006. március 13-án az EMI újra kiadta Bush valamennyi korábbi albumát CD-n, olyan csomagolásban, mely az eredeti bakelitváltozatokat idézte. Az énekesnőt ugyanebben az esztendőben a BBC2 tévécsatorna The Culture Show című műsorának nézői a 10 legnagyobb élő legenda közé választották. 2007-ben Kate elismerését fejezte ki a Placebónak, akik feldolgozták a Running Up That Hill című dalát. Ugyanakkor a Bush által 1991-ben készített Elton John-feldolgozást, a Rocket Mant a The Observer magazin olvasói minden idők legjobb feldolgozásának választották. 2007. november 13-án a New Line Cinema bejelentette, hogy az énekesnő Lyra címmel felvett egy dalt Az arany iránytű című film számára, amely a „végefőcím” alatt hangzik el.
2022-ben Running Up That Hill című számának klipje bekerült a YouTube 100 legnépszerűbb zenei videója közé, miután a dal a Netflix népszerű sorozata, a Stranger Things 4. évadának főcímdalaként vált híressé.

## Diszkográfia

### Albumok
[Rövidítések: UK = Egyesült Királyság (UK Albums Chart); US = Egyesült Államok (Billboard 200); NO = Norvégia; SE = Svédország; NL = Hollandia; FI = Finnország; FR = Franciaország; CH = Svájc; AUT = Ausztria; AUS = Ausztrália (Aria Chart); JP = Japán (Oricon)]
| Év   | Album             | UK | U.S. | NO | SE | NL | FI | FR | CH | AUT | AUS | JP | Megjegyzés |
| ---- | ----------------- | -- | ---- | -- | -- | -- | -- | -- | -- | --- | --- | -- | --- |
| 1978 | The Kick Inside   | 3  | –    | 4  | 8  | –  | –  | –  | –  | –   | 3   | 37 | Debütáló album. Az EMI egyik első CD kiadványa volt 1983-ban.                                                       |
| 1978 | Lionheart         | 6  | –    | 5  | 16 | –  | –  | –  | –  | –   | 12  | 30 | |
| 1980 | Never for Ever    | 1  | –    | 2  | 16 | –  | –  | 7  | –  | –   | 7   | 40 | |
| 1982 | The Dreaming      | 3  | 157  | 12 | 45 | –  | –  | –  | –  | –   | 22  | 36 | |
| 1985 | Hounds of Love    | 1  | 30   | 12 | 9  | 1  | –  | –  | 3  | 14  | 6   | 35 | Az énekesnő első lemeze, ami azonnal megjelent CD-n is. 1997-ben remaszterizálva, 6 bónuszdallal újra kiadták CD-n. |
| 1986 | The Whole Story   | 1  | 78   | 10 | 48 | –  | 10 | –  | –  | –   | 28  | 38 | Válogatáslemez, a Wuthering Heights új változatát is tartalmazza.                                                   |
| 1989 | The Sensual World | 2  | 43   | 7  | 17 | 8  | 5  | 38 | 11 | –   | 30  | 18 | |
| 1993 | The Red Shoes     | 2  | 28   | –  | 16 | 35 | 2  | 14 | 26 | 34  | 17  | 24 | |
| 2005 | Aerial            | 3  | 48   | 4  | 7  | 7  | 2  | 12 | 12 | 23  | 25  | 53 | Dupla album |

- 2011: Director's Cut
- 2011: 50 Words for Snow

### Kislemezek és EP-k
[Rövidítések: UK = Anglia (UK Singles Chart); US Hot 100 = Egyesült Államok, Billboard Hot 100; US Mod Rock = Egyesült Államok, Modern Rock Tracks, AUS = Ausztrália (Aria Chart); NZ = Új-Zéland (Recording Industry Association of New Zeeland); IRL = Írország (Irish Singles Chart); GER = Németország (Media Control Charts); NL = Hollandia]
| Év   | Dal                                    | UK | U.S. Hot 100 | U.S. Mod Rock | AUS | NZ | IRL | GER | NL | Album                                                          | Megjegyzés |
| ---- | -------------------------------------- | -- | ------------ | ------------- | --- | -- | --- | --- | -- | -------------------------------------------------------------- | --- |
| 1978 | Wuthering Heights                      | 1  | 108          | –             | 1   | 1  | 1   | 11  | 4  | The Kick Inside                                                | |
| 1978 | The Man with the Child in His Eyes     | 6  | 85           | –             | 22  | 36 | 5   | –   | 27 | The Kick Inside                                                | |
| 1978 | Them Heavy People                      | –  | –            | –             | –   | –  | 15  | –   | 21 | The Kick Inside                                                | Csak Japánban és Írországban jelent meg.                                                                                                   |
| 1978 | Moving                                 | –  | –            | –             | –   | –  | –   | –   | –  | The Kick Inside                                                | Csak Japánban jelent meg. |
| 1978 | Hammer Horror                          | 44 | –            | –             | 17  | 21 | 10  | –   | 25 | Lionheart                                                      | |
| 1979 | Wow                                    | 14 | –            | –             | –   | –  | 17  | –   | –  | Lionheart                                                      | |
| 1979 | On Stage (EP)                          | 10 | –            | –             | –   | –  | –   | –   | –  |                                                                | A Hammersmith Odeonban adott élő koncert anyaga.                                                                                           |
| 1979 | Symphony in Blue                       | –  | –            | –             | –   | –  | –   | –   | –  | Lionheart                                                      | Csak Japánban jelent meg. |
| 1979 | Strange Phenomena                      | –  | –            | –             | –   | –  | –   | –   | –  | The Kick Inside                                                | Csak Brazíliában jelent meg. |
| 1980 | Breathing                              | 16 | –            | –             | –   | –  | –   | –   | –  | Never for Ever                                                 | |
| 1980 | Babooshka                              | 5  | –            | –             | 2   | 8  | 5   | 14  | 15 | Never for Ever                                                 | |
| 1980 | Army Dreamers                          | 16 | –            | –             | –   | –  | 14  | –   | 36 | Never for Ever                                                 | |
| 1980 | December Will Be Magic Again           | 29 | –            | –             | –   | –  | 13  | 55  | –  |                                                                | Karácsonyi dal, albumon nem jelent meg. |
| 1981 | Sat in Your Lap                        | 11 | –            | –             | 93  | –  | 18  | –   | –  | The Dreaming                                                   | |
| 1982 | The Dreaming                           | 48 | –            | –             | 91  | –  | –   | –   | –  | The Dreaming                                                   | |
| 1982 | There Goes A Tenner                    | –  | –            | –             | –   | –  | –   | –   | –  | The Dreaming                                                   | |
| 1982 | Suspended in Gaffa                     | –  | –            | –             | –   | –  | –   | –   | –  | The Dreaming                                                   | |
| 1983 | Night of the Swallow                   | –  | –            | –             | –   | –  | –   | –   | –  | The Dreaming                                                   | Csak Írországban jelent meg. |
| 1983 | Ne T'enfuis Pas                        | –  | –            | –             | –   | –  | –   | –   | –  | Csak kislemezen                                                | Csak Franciaországban és Kanadában jelent meg.                                                                                             |
| 1983 | Kate Bush (EP)                         | –  | –            | –             | –   | –  | –   | –   | –  |                                                                | EP, csak az Egyesült Államokban és Kanadában jelent meg.                                                                                   |
| 1985 | Running Up That Hill (A Deal With God) | 3  | 30           | –             | 6   | 26 | 4   | 3   | 6  | Hounds of Love                                                 | |
| 1985 | Cloudbusting                           | 20 | –            | –             | –   | –  | 13  | 20  | 11 | Hounds of Love                                                 | |
| 1986 | Hounds of Love                         | 18 | –            | –             | –   | –  | 12  | 68  | –  | Hounds of Love                                                 | |
| 1986 | The Big Sky                            | 37 | –            | –             | –   | –  | 15  | –   | –  | Hounds of Love                                                 | |
| 1986 | Experiment IV                          | 23 | –            | –             | –   | –  | 12  | 50  | –  | The Whole Story                                                | |
| 1987 | Don't Give Up                          | 9  | 72           | –             | 5   | 16 | 4   | 27  | 4  | Peter Gabriel: So                                              | Duett Peter Gabriellel |
| 1989 | The Sensual World                      | 12 | –            | 6             | 44  | –  | 6   | 29  | 17 | The Sensual World                                              | |
| 1989 | This Woman's Work                      | 25 | –            | –             | 89  | –  | 20  | –   | –  | The Sensual World                                              | A Segítség, apa lettem! című film zeneanyagában is szerepel. A 3. legnépszerűbb letöltött dal volt 2005-ben az UK Downloads Chart szerint. |
| 1990 | Love and Anger                         | 38 | –            | 1             | –   | –  | –   | –   | –  | The Sensual World                                              | |
| 1991 | Rocket Man                             | 12 | –            | 11            | 2   | –  | 20  | 36  | 22 | Two Rooms: Celebrating the Songs of Elton John & Bernie Taupin | b/w Candle in the Wind |
| 1993 | Rubberband Girl                        | 12 | 88           | 7             | 39  | 34 | 17  | 65  | –  | The Red Shoes                                                  | |
| 1993 | Eat the Music                          | –  | –            | 10            | –   | –  | –   | –   | –  | The Red Shoes                                                  | |
| 1993 | Moments of Pleasure                    | 26 | –            | –             | –   | –  | –   | –   | –  | The Red Shoes                                                  | |
| 1994 | The Red Shoes                          | 21 | –            | –             | –   | –  | –   | –   | –  | The Red Shoes                                                  | |
| 1994 | The Man I Love                         | 27 | –            | –             | –   | –  | –   | –   | –  | The Glory of Gershwin                                          | Kate Bush és Larry Adler közös felvétele a George Gershwin tiszteletére megjelent albumon.                                                 |
| 1994 | And So Is Love                         | 26 | –            | –             | –   | –  | –   | –   | –  | The Red Shoes                                                  | |
| 2005 | King of the Mountain                   | 4  | –            | –             | –   | –  | 13  | 42  | 13 | Aerial                                                         | |

## Videók
- 1981 Live at the Hammersmith Odeon
- 1983 The Single File
- 1986 Hair of the Hound
- 1986 The Whole Story
- 1989 The Sensual World: The Videos
- 1993 The Line, the Cross and the Curve